# Distrito de Phek
Phek es un distrito de la India en el estado de Nagaland. Código ISO: IN.NL.PH.
Comprende una superficie de 2026 km².
El centro administrativo es la ciudad de Phek.

## Demografía
Según censo 2011 contaba con una población total de 163294 habitantes, de los cuales 79610 eran mujeres y 83684 varones.